# Krótki pobyt w Szwajcarii
Krótki pobyt w Szwajcarii (ang. A Short Stay in Switzerland) – brytyjski film obyczajowy z 2009 roku w reżyserii Simona Curtisa. W filmie występują Julie Walters i Stephen Campbell Moore.

## Fabuła
Mąż doktor Anne Turner (Julie Walters) umiera na nieuleczalną chorobę neurologiczną. Wkrótce i u niej zostaje zdiagnozowane podobne schorzenie. Kobieta nie chce cierpieć. Postanawia udać się do kliniki w Zurychu, by poddać się eutanazji. Decyzja budzi sprzeciw trójki jej dorosłych dzieci.

## Obsada
- Julie Walters jako doktor Anne Turner
- Stephen Campbell Moore jako Edward
- Lyndsey Marshal jako Jessica
- Liz White jako Sophie
- Michelle Fairley jako pani Savery